# Beowulf
|  | Aquest article tracta sobre el poema èpic anglosaxó. Vegeu-ne altres significats a «Beowulf (desambiguació)». |

Beowulf (literalment llop d'abelles amb el significat de 'caçador d'abelles', és a dir, 'os') és el nom que rep un poema èpic anglosaxó, que va ser escrit en anglès antic en vers al·literatiu. Amb 3.182 versos, és més llarg que qualsevol altra obra en anglès antic.
És el poema manuscrit més antic escrit en anglès i un dels poemes èpics més cèlebres. S'estima que el poema es va redactar a la primera meitat del segle viii, encara que aquest tema és objecte de debat. L'acció que narra se situa als segles v o vi.
L'únic manuscrit que s'ha conservat data del segle ix o x. Tot i que el poema no té títol al manuscrit, se l'ha anomenat Beowulf, el nom de l'heroi, des de principis del segle xix.
Aquest poema èpic va servir com a font d'inspiració per a l'obra de Tolkien, El senyor dels anells.
Té dues grans parts: la primera succeeix durant la joventut de Beowulf, i narra com cerca l'ajuda dels danesos o juts, que patiran els atacs del gegant Grendel, i després de matar aquest, s'enfronta a la mare del gegant; en la segona part, Beowulf ja és el rei dels juts (danesos i skildings) i lluita fins a la mort amb un drac.

## Context històric

Tribus esmentades a Beowulf, que mostra el viatge de Beowulf a Heorot i un possible lloc de la composició del poema a Rendlesham, Suffolk, colonitzat pels angles. Vegeu Scandza per a més detalls sobre la fragmentació política d'Escandinàvia al segle VI.

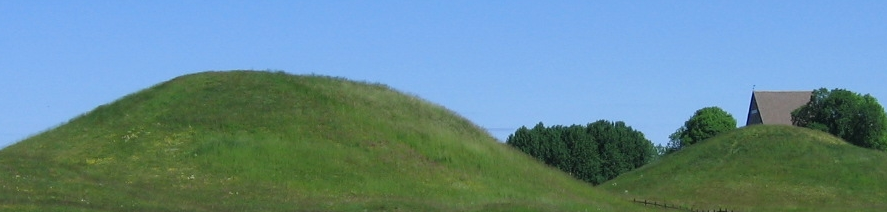
Les troballes del túmul occidental de Gamla Uppsala, a l'esquerra, excavat el 1874, donen coherència al relat de Beowulf i a les sagues.

Els esdeveniments del poema tenen lloc durant els segles V i VI, i presenten personatges predominantment no anglesos. Alguns suggereixen que Beowulf es va compondre per primera vegada al segle VII a Rendlesham, a Ànglia de l'Est, ja que el vaixell funerari Sutton Hoo està estretament relacionat amb Escandinàvia, i la dinastia reial d'East Anglia, els Wuffingas, podria haver estat descendent dels Wulfings. Hi ha també qui ha associat aquest poema amb la cort del rei Alfred el Gran o amb la cort del rei Canut el Gran .
El poema combina elements ficticis, llegendaris, mítics i històrics. Tot i que el mateix Beowulf no s'esmenta en cap altre manuscrit en anglès antic, moltes de les altres figures que apareixen a Beowulf apareixen en fonts escandinaves. Això no només afecta individus (per exemple, Healfdene, Hroðgar, Halga, Hroðulf, Eadgils i Ohthere), sinó també clans (per exemple, Scyldings, Scylfings i Wulfings) i certs esdeveniments (per exemple, la batalla entre Eadgils i Onela). La incursió del rei Hygelac a Frísia és esmentada per Gregori de Tours a la seva Història dels francs i es pot datar al voltant del 521.
L'opinió majoritària sembla que figures com el rei Hrothgar i els Scyldings de Beowulf es basen en personatges històrics d'Escandinàvia del segle VI. Igual que el Fragment de Finnesburg i diversos poemes més curts que es conserven, Beowulf s'ha utilitzat com a font d'informació sobre figures escandinaves com Eadgils i Hygelac, i sobre figures germàniques continentals com Offa, rei dels angles continentals. Tanmateix, un estudiós, Roy Liuzza, considera que el poema és "frustrantment ambivalent", ni mite ni conte popular, sinó que està ambientat "en un context complex d'història llegendària... en un mapa d'Escandinàvia aproximadament recognoscible", i comenta que els Gots del poema poden correspondre amb els Gots d'Escandinàvia (de la moderna Götaland). 
Les proves arqueològiques del segle XIX van confirmar elements de la història de Beowulf . Eadgils va ser enterrat a Uppsala ( Gamla Uppsala, Suècia) segons Snorri Sturluson. Quan es va excavar el túmul oest (a l'esquerra de la foto) el 1874, les troballes van mostrar que un home poderós estava enterrat en un gran túmul, c. 575, sobre una pell d'ós amb dos gossos i riques ofrenes funeràries. El túmul oriental va ser excavat el 1854 i contenia les restes d'una dona, o d'una dona i un home jove. El túmul del mig no s'ha excavat.
A Dinamarca, excavacions arqueològiques recents (1986–88, 2004–05) a Lejre, on la tradició escandinava situava la seu dels Scyldings, Heorot, han revelat que es va construir una sala a mitjans del segle VI, que coincideix amb el període descrit a Beowulf, alguns segles abans que es compongués el poema. Durant l'excavació es van trobar tres sales, cadascuna d'uns 50 metres (160 ft) de llarg.

## Argument
Després de dècades de pau a la terra danesa, una nit Grendel arriba i mata les persones que estan escoltant les històries sobre la creació. Beowulf, valent guerrer i hàbil orador d'origen got escandinau, s'assabenta del fet i arriba des del seu regne per matar el monstre i així tornar el deute d'honor contret pel seu pare amb el monarca de la regió.
En un ferotge combat, Beowulf aconsegueix arrencar un braç del gegant, el qual es retira per morir. La reina li atorga un collaret com a reconeixement. Furiosa i amb desitjos de venjança, la mare de Grendel decideix atacar el regne a la nit i s'amaga després d'una destructora incursió. Beowulf parteix l'endemà per caçar-la. Ha d'entrar al seu reialme submarí i guanyar primer a diverses criatures, i pateix greus ferides abans de poder decapitar-la.
De retorn al seu país, ocupa el tron perquè mentre era fora el rei ha mort en la guerra. Com a governant, l'heroi mostra gran prudència i el seu regne prospera. Passen els anys i arriba a la regió un drac ferotge, furiós perquè li han robat una copa d'or del seu tresor. Beowulf és cridat per derrotar el monstre i accepta, malgrat que ja s'acosta a la vellesa. S'apropa a la cova del drac i en veure'l, tots els seus soldats menys el fidel Wiglaf fugen aterrits. Comença el combat, en què l'heroi comprova que les seves forces ja no són les d'abans. El drac el mossega al coll i ell contraataca amb un ganivet fatal. Veu la bèstia a terra, però s'adona aleshores que la ferida del coll està enverinada i que ell mateix també morirà. Llavors, ordena a Wiglaf que prengui el tresor del drac per al seu poble i que expliqui com ha anat la batalla perquè l'honorin com cal a la seva mort.
Wiglaf critica els seus companys per covards i prediu que sense el seu cabdill, el seu poble serà atacat per diverses nacions i que no tindrà guerrers capaços de defensar-lo. Beowulf és incinerat en una enorme pira davant els seus súbdits i dipositen les seves restes en una urna que salpa cap a l'horitzó per mar, enmig dels laments generals.

## Temes
Un dels temes rellevants és el del llinatge, bàsic, tenint en compte que apareixen personatges històrics membres de la reialesa i la noblesa. L'honor dels herois ha de ser digne dels avantpassats, per això la conducta dels protagonistes busca sempre l'acció convenient, com en la majoria d'obres de cavalleries medievals posteriors. Aquesta reputació té com a origen el codi guerrer germànic, en què la fama era l'única manera de sobreviure a la mort i la conducta correcta la millor manera d'assegurar la pròpia jerarquia social. Aquest codi ètic planteja alguns problemes morals als personatges del poema, que acaben sempre per sotmetre's al destí, que consideren impossible de canviar. La lleialtat és una de les virtuts més preuades en una persona: lleialtat al codi del guerrer i als seus.
L'oposició entre el mal i el bé hi és recurrent. Grendel i els monstres simbolitzen la perversitat (estrangera o no humana) enfront dels valors socials dels personatges positius. El drac encarna aquest monstre despietat per excel·lència, amb una llarga associació amb el pecat per la semblança entre el seu cos i el de la serp (animal bíblic temptador) i pel foc infernal que pot llançar. La mare de Grendel viu en un inframón aquàtic ple de foscor i sang, mentre que l'armadura de Beowulf llueix, en un clar simbolisme de virtut.
Al llarg del poema, l'heroi principal evoluciona mentre creix. A l'inici, és només un bon guerrer, però després de la catàbasi està llest per a assumir el lideratge del seu poble i guanya en saviesa. Per això, es preocupa pels seus súbdits quan ha de partir a l'encontre del drac, davant del qual no retrocedeix, tot i veure's afeblit per l'edat, i pel mateix motiu exhorta els seus companys a honrar les tradicions nacionals. El poema acaba amb una emotiva elegia per la seva mort.

## Estil
L'estil de la versió actual mostra que el poema neix de la fusió de la visió del compilador o compiladors i les fonts orals de partida: el poema s'escriu a Anglaterra, però prové de la tradició prebritànica (amb la diferència de llengües que això suposa). Igualment, barreja la visió cristianitzada del copista i del públic potencial amb la història clarament pagana de l'origen. Probablement, una única mà va intentar unificar tot l'estil, reescrivint passatges quan calia en el manuscrit conservat.
Els versos estan dividits en dos hemistiquis per una cesura i s'empra una llengua molt formal. Cada vers té un rígid patró rítmic que comporta que les síl·labes tòniques estiguin en al·literació amb algunes de les altres que també tenen accent. Una característica pròpia de la poesia anglesa antiga és l'abundància dels epítets i metàfores substitutives, que fan que, en comptes de determinats personatges, objectes o similars, aparegui una paràfrasi que els identifica, de caràcter metafòric. Aquest recurs s'empra també en l'èpica clàssica, però més com a acompanyament dels personatges o com a truc mnemotècnic que no pas com a recurs estructural; per tant, la substitució en els textos grecollatins és molt menys freqüent que en els anglosaxons. Aquesta aplicació particular rep el nom de kenning.
El punt de vista no és sempre uniforme. Així, el narrador general usa la tercera persona, però de vegades adopta la visió d'un personatge, com quan la batalla inicial està explicada des de la por i l'horror del vençut Grendel o en les ocasions en què Beowulf pren la paraula i desapareix el narrador. Les històries intercalades (com les lluites tribals o les gestes del passat de les famílies dels protagonistes) accentuen aquest joc narratiu, en què el present alterna amb salts enrere i premonicions del que succeirà.
Els crítics més antics dividien l'obra en dues parts: la de la joventut de Beowulf i la de la seva maduresa, sent ja rei. Modernament, però, s'observen tres parts, cadascuna centrada en un monstre i en els aprenentatges que la seva derrota aporta al protagonista.
L'estructura pot veure's de manera circular, ja que Beowulf arriba per mar i al mar transcorre el seu funeral. Això l'equipara als grans reis que es mencionen a l'inici de la història, nadons abandonats al riu que funden llinatges d'honor. Igualment, el mar és el regne de la mare de Grendel, de manera que l'heroi venç tots els elements.

## Llegat
El poema es considera com la primera gran obra de la literatura anglesa canònica, tot i que als seus inicis no va ser valorat pels seus mèrits estètics sinó únicament com a testimoni lingüístic. Per això, el seu llegat directe afecta sobretot la literatura contemporània i no la tradició anterior. L'obra més destacable és la de Tolkien, que l'usa de context mitològic per a les seves aventures a la Terra Mitjana. La versió de Tolkien es va publicar el 2014 per primera vegada.